# Бейкер, Этта
Этта Бейкер (англ. Etta Baker), в девичестве Этта Люсиль Рейд (англ. Etta Lucille Reid); 31 марта 1913, округ Колдуэлл, Северная Каролина, США — 23 сентября 2006, Фэрфакс, Виргиния, США) — американская блюзовая и фолк-певица, гитаристка и банджоистка, представительница пидмонт-блюза. Номинант Blues Music Awards в номинациях «Исполнительница традиционного блюза» (1987, 1989), «Альбом акустического блюза» (2000).

## Биография
Этта Люсиль Рейл родилась в в округе Колдуэлл (Северная Каролина). Её предками были как афроамериканцы, так и европейцы и индейцы. В семье кроме неё было ещё семь детей, и все они играли на каком-то инструменте. Она начала играть на гитаре в трёхлетнем возрасте , училась играть у отца, Буна Рейда, который был мультиинструменталистом и играл пидмонт-блюз; он и остался её единственным наставником. Этта Рейд освоила как шестиструнную гитару, так и 12-струнную гитару, а также пятиструнное банджо, играла гимны, рэги и салонную музыку. Кроме того, она научилась играть на скрипке и фортепиано.
В 1916 году семья переехала в Кейсвилл, Вирджиния. Её отец со старшей сестрой Корой от случая к случаю играли по субботам на танцах. Но отец в 1910—1920 годах работал на заводах и верфях в других штатах, так что семья жила постоянно с братом отца. К тому времени когда ей исполнилось 14, она вместе со всей семьёй работала на табачной фабрике, и вскоре бросила школу после 10 класса. В 1936 году Этта вышла замуж за пианиста Ли Бейкера, и стала работать на текстильной фабрике Skyline Textile Company, почти прекратив публичные выступления. У них было девять детей, один из которых погиб во время войны во Вьетнаме в 1967 году и в том же году умер её муж.
Впервые Этта Бейкер записалась лишь в 1956 году, в 43-летнем возрасте, когда её отец случайно встретился с певцом Полом Клейтоном и попросил его послушать, как Этта Бейкер исполняет её знаковый, собственного сочинения «One Dime Blues». Пол Клейтон был настолько впечатлён, что пришёл на следующий день домой к Этте Бейкер и записал её на магнитофон. Пять её песен вскоре вышли на сборнике Instrumental Music of the Southern Appalachians, который стал одним из первых коммерчески успешных релизов с афроамериканской музыкой, исполненной на банджо. Бейкер не получила денег за запись, и лишь впоследствии, во время работы с Music Maker смогла восстановить свои права.
Этта Бейкер оказала большое влияние на стиль игры таких музыкантов, как Боб Дилан, Тадж-Махал и Кенни Уэйн Шеппард . Так, Боб Дилан для своей песни «Don’t Think Twice, It’s All Right» взял за основу гитарную игру Этты Бейкер .
После смерти мужа в 1967 году, она на время прекратила карьеру, но обнаружила, что ей не хватает утешения, которое приносил ей блюз и начала выступления на фольклорных фестивалях и концертах. В 1991 году Этта Бейкер записала свой первый студийный альбом. Ещё до выпуска первого альбома Этта Бейкер получила две номинации Blues Music Awards в категории «Исполнительница традиционного блюза», а в 2000 году с альбомом Railroad Bill номинацию на лучший льбом акустического блюза.  В 1989 году Этта Бейкер была удостоена премии North Carolina Folk Heritage Award, а в 1991 году получила награду National Heritage Fellowship, присуждаемую Национальным фондом искусств США, высшую награду, присуждаемую правительством США за заслуги в области народного искусства . В 2004 году гитаристка записала альбом с Тадж-Махалом, поклонником Этты Джеймс с юности .
В последние годы жизни она жила в Моргантоне, Северная Каролина. Этта Бейкер выступала на концертах даже после своего 90-летия и умерла в возрасте 93 лет в Фэрфаксе во время посещения дочери, перенесшей инсульт. В 2009 году вышел посмертный полностью инструментальный альбом Этты Джеймс Banjo.
«Стиль игры Этты на гитаре двумя пальцами (большим и указательным) следует традициям других великих гитаристов пидмонт-блюза и других северокаролинцев, таких как Элизабет Коттен и Гэри Дэвис. Со своими прекрасными аранжировками и драйвовым ритмом, гитарный репертуар Этты простирается от салонной музыки конца XIX века до намеков на ту блюзовую музыку, которая определила городской электрический блюз после Второй мировой войны, ставший популярным в Чикаго и Детройте и давший начало рок-н-роллу» .
В музыкальном обзоре для All Music Guide Джейсон Акени пишет о её стиле игры и говорит о ней, как об «одной из ведущих практиков игры пальцами на акустической пьемонтской гитаре в открытом стиле, недалеко уходящем от игры на банджо блюграсс» .

## Дискография
- 1956 : Instrumental Music of the Southern Appalachians (Tradition Records; перевыпущен в 1997)
- 1991 : One-Dime Blues (Rounder Records)
- 1998 : The North Carolina Banjo Collection, сборник (Rounder)
- 1999 : Railroad Bill (Music Maker)
- 2004 : Etta Baker with Taj Mahal (Music Maker 50)
- 2005 : Carolina Breakdown (Music Maker 56)
- 2006 : Knoxville Rag выпущен на CD как 10 Days Out: Blues from the Backroads (Reprise Records)
- 2009 : Banjo (Music Maker)
- 2015 : Railroad Bill перевыпуск на виниле (Music Maker)